# Alex Piorkowski
Alex Piorkowski (Bremen, 11 oktober 1904 – Landsberg am Lech, 22 oktober 1948) was een Duits oorlogsmisdadiger. Hij was kampcommandant van concentratiekamp Dachau.
Piorkowski was lid van de SS en volgde op 7 januari 1939 Hans Loritz op als commandant van concentratiekamp Dachau. Hij bleef deze functie uitoefenen tot 2 januari 1942, toen hij werd vervangen door Martin Weiß.

## Militaire loopbaan
- SS-Hauptscharführer: 8 januari 1932
- SS-Sturmführer: 20 april 1933[1]
- SS-Obersturmführer: 9 september 1934[1]
- SS-Hauptsturmführer: 20 april 1935[2]
- SS-Sturmbannführer: 30 januari 1936[2]
- SS-Obersturmbannführer: 1 september 1941[3]

## Registratienummers
- NSDAP-nr.: 161 437[3] (lid 1 november 1929)
- SS-nr.: 8 737[3] (lid 1 juni 1933)

## Decoraties
- Sportinsigne van de SA[4]
- SS-Ehrenring[3][4]
- Ehrendegen des Reichsführers-SS[3]